# Héctor Arrigo
Héctor Osvaldo Arrigo (Córdoba, Argentina; 23 de enero de 1986) es un futbolista argentino. Juega de delantero en Potros UAEM del Ascenso MX.

## Trayectoria
Héctor Arrigo comenzó en las inferiores de Instituto de Córdoba y luego en las de Belgrano, donde debutaría oficialmente en 2005. Tras una temporada con el Pirata, a mediados del 2006 pasa a ser jugador del Racing de Córdoba. En 2008 fichó para Sportivo Desamparados del Torneo Argentino A. En este equipo permaneció durante un año y disputó veintiséis partidos y marcó seis goles. Luego pasaría a Juventud Antoniana, jugando un total de veintiocho juegos con 10 anotaciones.
El 27 de mayo de 2010 se incorporó al Coquimbo Unido de la Primera B de Chile. Desafortunadamente, no logró encajar bien con el resto del plantel y tuvo poca regularidad. A comienzos del 2011 decide regresar a Argentina para encarrilarse en las filas del Deportivo Maipú que disputa el Torneo Argentino A, pero antes había sido sondeado por el Inti Gas Deportes de la Primera División del Perú. Seis meses después ficha por el Deportivo Merlo de la Primera B Nacional, pero no logró tener la continuidad deseada. Fue así, que al siguiente año se trasladó a Club Villa Dálmine, también de la Primera B. En este club logró tener la titularidad, pero solo anotó tres goles en veintiséis partidos que disputó.
En julio de 2013 fichó por el Central Córdoba de Santiago del Estero.
En julio de 2014 regresó a las filas de Juventud Antoniana.
En enero de 2015 fue fichado por el Club Zacatepec de México. Rescinde Contrato a mediados de diciembre de 2015. 
En enero de 2016 fue fichado por el Jaguares Fútbol Club S. A. de Colombia.

## Clubes
| Club                  | País      | Año         |
| --------------------- | --------- | ----------- |
| Belgrano              | Argentina | 2005 - 2006 |
| Racing de Córdoba     | Argentina | 2006 - 2008 |
| Sportivo Desamparados | Argentina | 2008 - 2009 |
| Juventud Antoniana    | Argentina | 2009 - 2010 |
| Coquimbo Unido        | Chile     | 2010        |
| Deportivo Maipú       | Argentina | 2011        |
| Deportivo Merlo       | Argentina | 2011 - 2012 |
| Villa Dálmine         | Argentina | 2012 - 2013 |
| Central Córdoba       | Argentina | 2013 - 2014 |
| Juventud Antoniana    | Argentina | 2014        |
| Zacatepec             | México    | 2015        |
| Jaguares de Córdoba   | Colombia  | 2016        |
| Las Palmas            | Argentina | 2017 - 2018 |
| Potros UAEM           | México    | 2018 -      |

## Estadísticas
| Club                            | Temporada           | Liga | Liga  | Copa Nacional | Copa Nacional | Copa Internacional | Copa Internacional | Total | Total |
| Club                            | Temporada           | PJ   | Goles | PJ            | Goles         | PJ                 | Goles              | PJ    | Goles |
| ------------------------------- | ------------------- | ---- | ----- | ------------- | ------------- | ------------------ | ------------------ | ----- | ----- |
| Sportivo Desamparados Argentina |                     |      |       |               |               |                    |                    |       |       |
| 2008/09                         | 26                  | 7    | -     | -             | -             | -                  | 26                 | 7     |       |
| Total                           | 26                  | 6    | 0     | 0             | 0             | 0                  | 26                 | 7     |       |
| Juventud Antoniana Argentina    |                     |      |       |               |               |                    |                    |       |       |
| 2009/10                         | 28                  | 10   | -     | -             | -             | -                  | 28                 | 10    |       |
| Total                           | 28                  | 10   | 0     | 0             | 0             | 0                  | 28                 | 10    |       |
| Coquimbo Unido · Chile          |                     |      |       |               |               |                    |                    |       |       |
| 2010                            | 4                   | 0    | 1     | 0             | -             | -                  | 5                  | 0     |       |
| Total                           | 4                   | 0    | 1     | 0             | 0             | 0                  | 5                  | 0     |       |
| Deportivo Maipú Argentina       |                     |      |       |               |               |                    |                    |       |       |
| 2011                            | 17                  | 4    | 0     | 0             | -             | -                  | 17                 | 4     |       |
| Total                           | 17                  | 4    | 0     | 0             | 0             | 0                  | 17                 | 4     |       |
| Deportivo Merlo Argentina       |                     |      |       |               |               |                    |                    |       |       |
| 2011/12                         | 10                  | 0    | 2     | 1             | 0             | 0                  | 12                 | 1     |       |
| Total                           | 10                  | 0    | 2     | 1             | 0             | 0                  | 12                 | 1     |       |
| Villa Dálmine Argentina         |                     |      |       |               |               |                    |                    |       |       |
| 2012/13                         | 26                  | 3    | 0     | 0             | -             | -                  | 26                 | 3     |       |
| Total                           | 26                  | 3    | 0     | 0             | 0             | 0                  | 26                 | 3     |       |
| Central Córdoba Argentina       |                     |      |       |               |               |                    |                    |       |       |
| 2013/14                         | 21                  | 5    | 2     | 0             | -             | -                  | 23                 | 5     |       |
| Total                           | 21                  | 5    | 0     | 0             | 0             | 0                  | 23                 | 5     |       |
| Juventud Antoniana Argentina    |                     |      |       |               |               |                    |                    |       |       |
| 2014                            | 7                   | 1    | 1     | 0             | -             | -                  | 8                  | 1     |       |
| Total                           | 7                   | 1    | 1     | 0             | 0             | 0                  | 8                  | 1     |       |
| Zacatepec · México              |                     |      |       |               |               |                    |                    |       |       |
| C-2015                          | 4                   | 1    | 0     | 0             | 0             | 0                  | 4                  | 1     |       |
| A-2015                          | 11                  | 4    | 2     | 0             | -             | -                  | 11                 | 4     |       |
| Total                           | 15                  | 6    | 2     | 0             | -             | -                  | 17                 | 6     |       |
| Jaguares de Córdoba · Colombia  |                     |      |       |               |               |                    |                    |       |       |
| 2016                            | 16                  | 4    | 1     | 1             | 0             | 0                  | 17                 | 5     |       |
| Total                           | 16                  | 4    | 1     | 1             | -             | -                  | 17                 | 5     |       |
| Total en su carrera             | Total en su carrera | 162  | 37    | 9             | 2             | 0                  | 0                  | 173   | 40    |

## Distinciones individuales
| Distinción                                                                   | Año  |
| ---------------------------------------------------------------------------- | ---- |
| Autor del gol más rápido en la historia de Jaguares de Córdoba (18 segundos) | 2016 |